# Qarah Gūyoz
Qarah Gūyoz (persiska: قَرِه گويُز, قره گویز, Qareh Gūyoz) är en ort i Iran.   Den ligger i provinsen Kurdistan, i den nordvästra delen av landet, 500 km väster om huvudstaden Teheran. Qarah Gūyoz ligger 1 371 meter över havet och antalet invånare är 582.
Terrängen runt Qarah Gūyoz är huvudsakligen lite kuperad. Qarah Gūyoz ligger nere i en dal. Runt Qarah Gūyoz är det ganska glesbefolkat, med 50 invånare per kvadratkilometer. Närmaste större samhälle är Markhoz, 19,1 km sydost om Qarah Gūyoz. Trakten runt Qarah Gūyoz består i huvudsak av gräsmarker.